# نیکو پلتز
نیکو پلتز (انگلیسی: Nico Pellatz؛ زادهٔ ۸ ژوئیهٔ ۱۹۸۶) بازیکن فوتبال اهل آلمان است.
از باشگاه‌هایی که در آن بازی کرده‌است می‌توان به باشگاه فوتبال دینامو درسدن، باشگاه فوتبال اکسلسیور، باشگاه ورزشی وردر برمن، باشگاه فوتبال ادو دن هاخ، باشگاه فوتبال اسپارتا روتردام، و باشگاه فوتبال آپولون لیماسول اشاره کرد.